# Brazilian bass
Brazilian bass é um estilo musical subgênero de house music. Suas origens são atribuídas às faixas de Alok "BYOB" e "Hear Me Now", ambas de 2016.

## Características
O brazilian bass é conhecido por usar uma batida deep house com infusão de techno com beat de deep house com mixagem de techno e bass house, juntos. Os tempos variam tipicamente de 120 a 126 BPM.

## Antecedentes
O brazilian bass passou a ficar conhecido em 2016 com o DJ Alok, que não se via rotulado a nenhum dos gêneros anteriores, "Sempre gostei de trabalhar com um bass mais forte. Antes eu era rotulado de várias formas, como um DJ de house, deep house e techno, por exemplo. Eram termos muito amplos e meu som sempre teve um diferencial diante dessas vertentes. Percebi, então, que era melhor arrumar um novo termo", disse ele. Porém, o termo já era usado anteriormente por alguns artistas de bass do país como Zegon, integrante dupla Tropkillaz, Omulu e outros artistas. Logo depois, Alok esclareceu a situação em um vídeo postado em seu Facebook com Zagon. O integrante do Tropkillaz disse: "O Brazilian bass é toda uma cultura, uma cena bem maior e não um pequeno nicho. Sabendo respeitar as diferenças de estilos, há espaço para todos".

## Artistas, DJs e gravadoras
Artistas bem conhecidos do gênero incluem: Alok, Vintage Culture, Tiesto Cat Dealers, Sevenn, R3hab, Liu, Shapeless, Bhaskar, Illusionize, Vinne e Dynoro.
As gravadoras do gênero incluem a Brazility ou Brazility Records, Spinnin' Records, HUB Records, Braslive, Alphabeat Records e Austro Music.